# 25. ceremonia wręczenia Independent Spirit Awards
25. ceremonia wręczenia niezależnych nagród Independent Spirit Awards 2009 odbyła się 5 marca 2010 roku na plaży w Santa Monica. 2 grudnia 2009 roku zostały ogłoszone nominacje do nagród.
Galę poprowadził Eddie Izzard.
Najwięcej − 5 nominacji otrzymały dwa dramaty −  Ostatnia stacja w reżyserii Michaela Hoffmana i Hej, skarbie w reżyserii Lee Danielsa. Na drugim miejscu z czterema nominacjami − film W imieniu armii w reżyserii debiutanta Orena Movermana.
Najwięcej nagród − aż pięć − zdobył film Hej, skarbie Lee Danielsa, który okazał się najlepszym niezależnym filmem roku. Po dwie nagrody przypadły filmom: Szalone serce i Poważny człowiek.

## Laureaci i nominowani

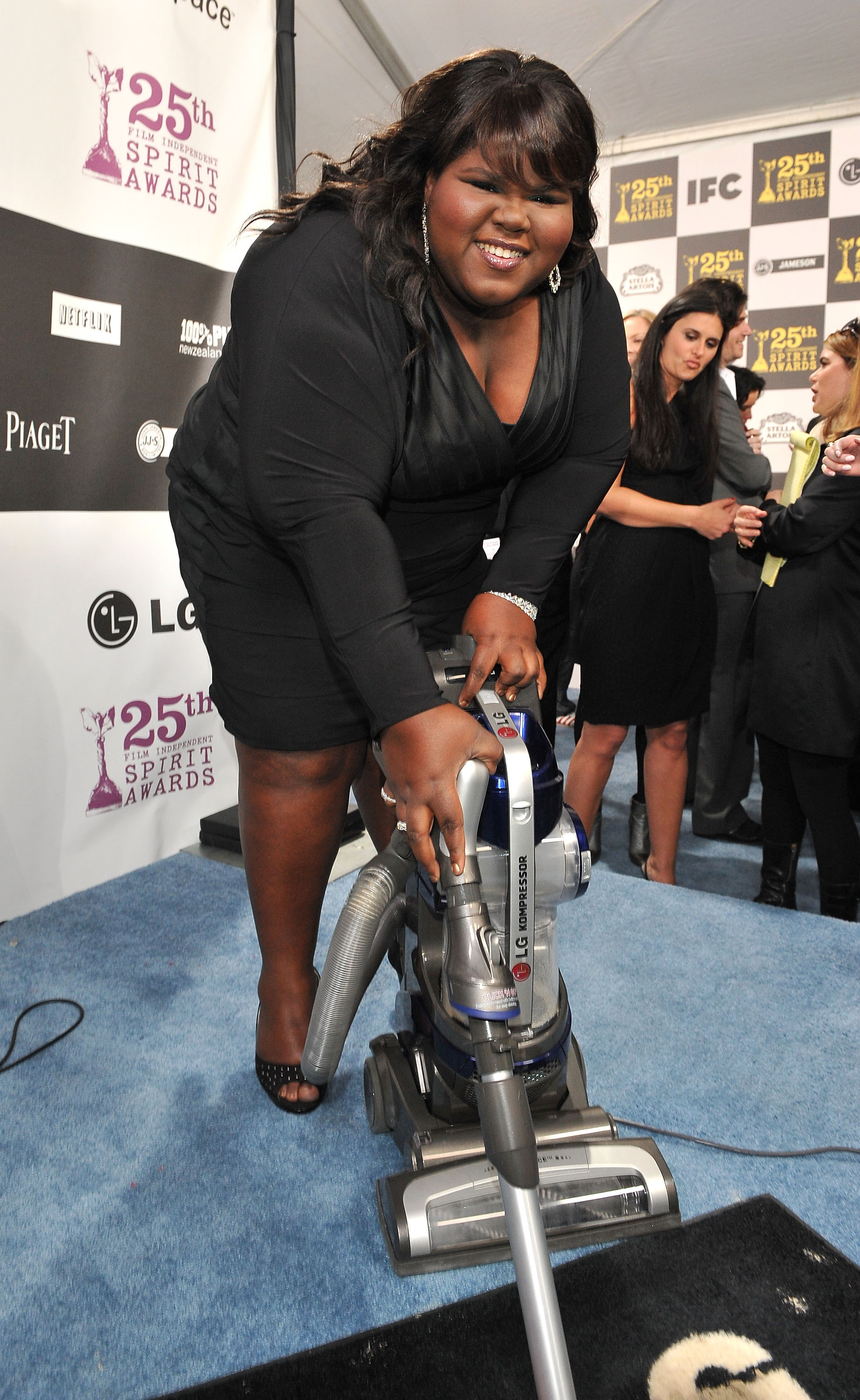
Gabourey Sidibe, laureatka nagrody dla najlepszej aktorki za rolę w filmie Hej, skarbie.

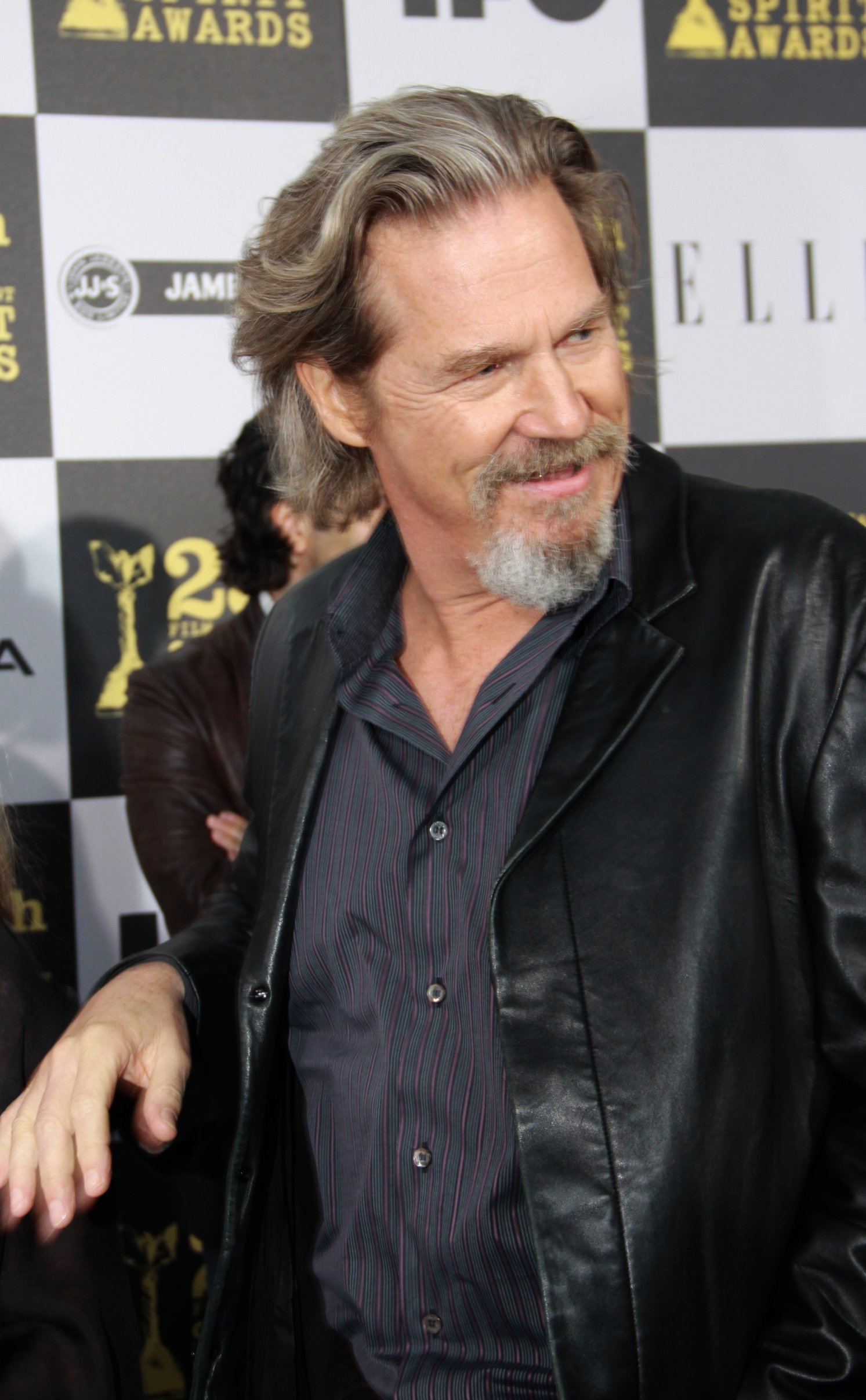
Jeff Bridges, laureat nagrody dla najlepszego aktora za rolę w filmie Szalone serce.

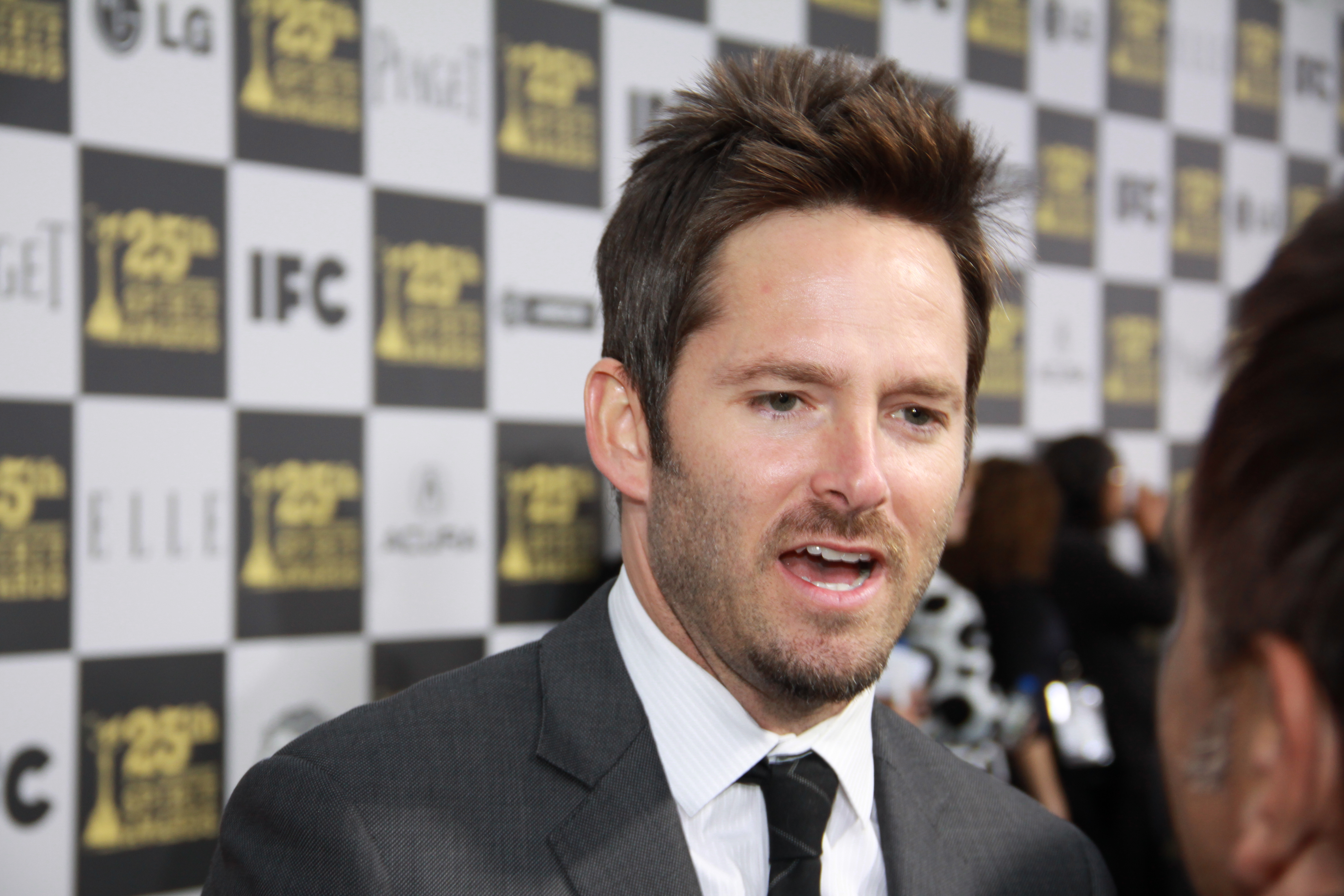
Scott Cooper, laureat nagrody za najlepszy debiut za film Szalone serce.

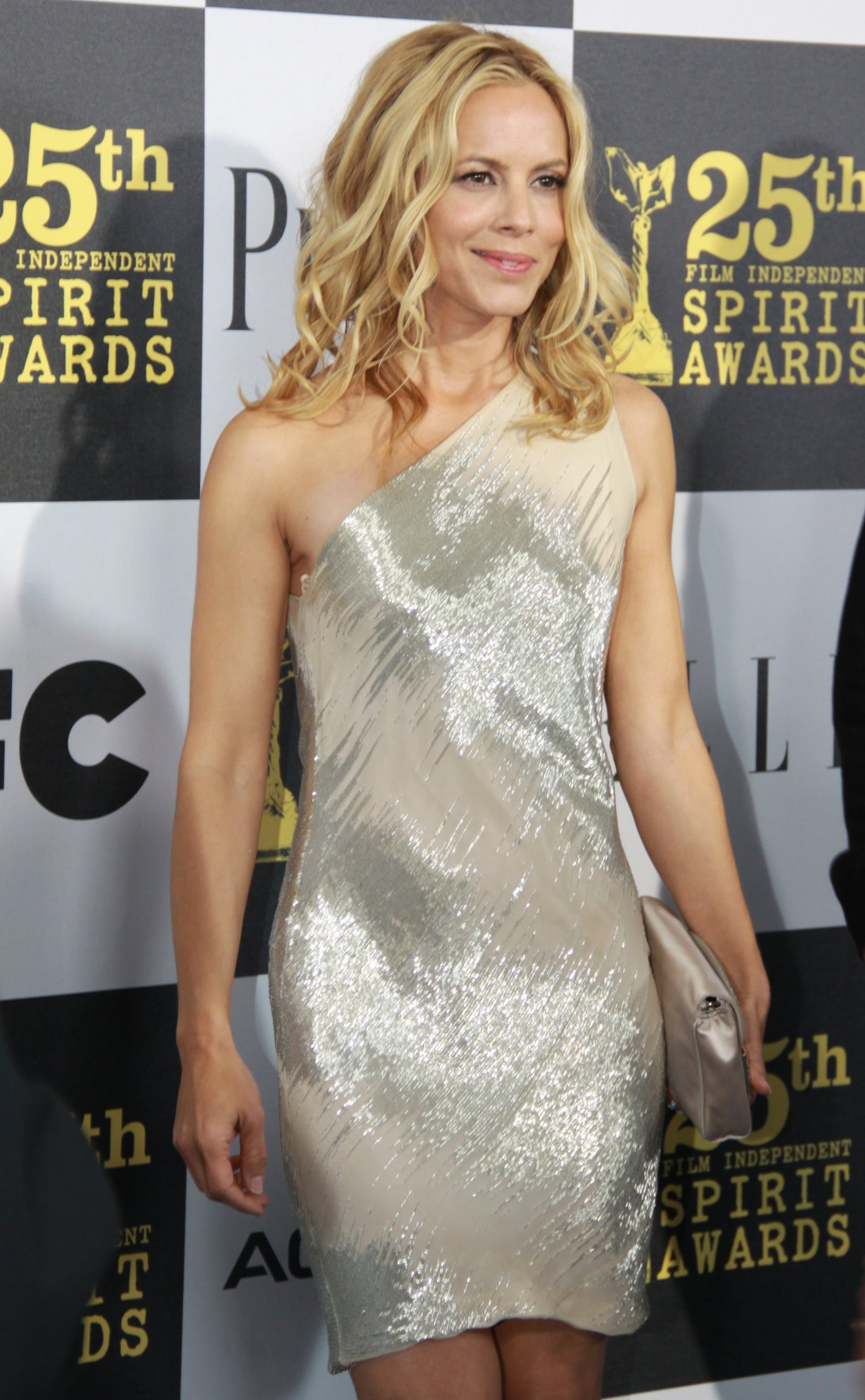
Maria Bello, nominowana za rolę w filmie Gdzie jest Nancy?.

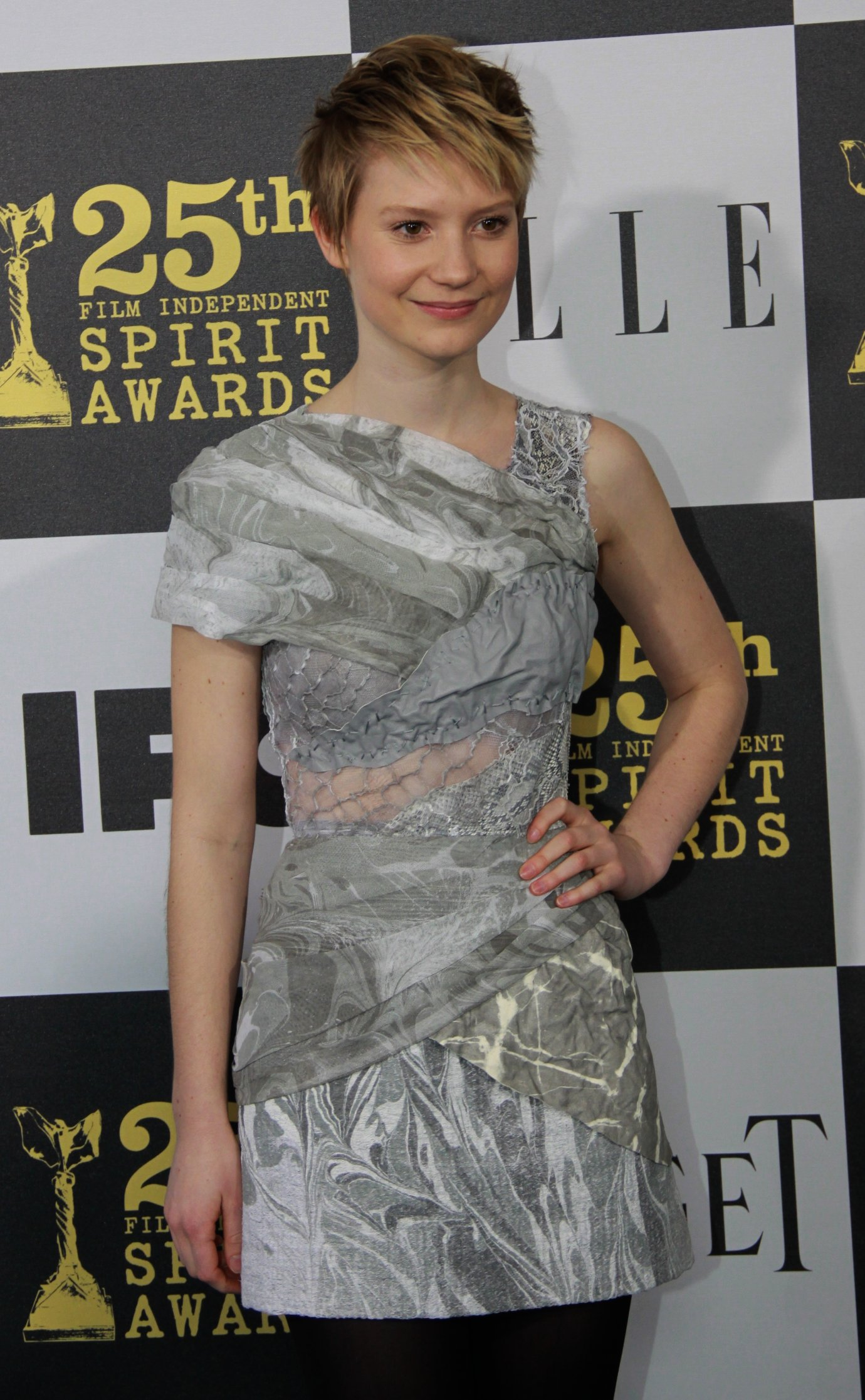
Mia Wasikowska, nominowana za rolę w filmie Wieczorne słońce.

Laureaci nagród wyróżnieni są wytłuszczeniem

### Najlepszy film niezależny
- Hej, skarbie
  - 500 dni miłości
  - Amreeka
  - Ucieczka z piekła
  - Ostatnia stacja

### Najlepszy film zagraniczny
- Była sobie dziewczyna
  -  Prorok
  -  Uwiecznione chwile
  -  Matka
  -  Służąca

### Najlepszy reżyser
- Lee Daniels − Hej, skarbie
  - Ethan i Joel Coenowie − Poważny człowiek
  - Cary Fukunaga − Ucieczka z piekła
  - James Gray − Kochankowie
  - Michael Hoffman − Ostatnia stacja

### Najlepszy scenariusz
- Scott Neustadter i Michael H. Weber − 500 dni miłości
  - Alessandro Camon i Oren Moverman − W imieniu armii
  - Michael Hoffman − Ostatnia stacja
  - Lee Toland Krieger − Złe kobiety
  - Greg Mottola − Kraina przygód

### Najlepsza główna rola żeńska
- Gabourey Sidibe − Hej, skarbie
  - Maria Bello − Gdzie jest Nancy?
  - Nisreen Faour − Amreeka
  - Helen Mirren − Ostatnia stacja
  - Gwyneth Paltrow − Kochankowie

### Najlepsza główna rola męska
- Jeff Bridges − Szalone serce
  - Colin Firth − Samotny mężczyzna
  - Joseph Gordon-Levitt − 500 dni miłości
  - Souléymane Sy Savané − Żegnaj, Solo
  - Adam Scott −  Złe kobiety

### Najlepsza drugoplanowa rola żeńska
- Mo’Nique − Hej, skarbie
  - Dina Korzun − Bez duszy
  - Samantha Morton − W imieniu armii
  - Natalie Press − 50 ocalonych
  - Mia Wasikowska − Wieczorne słońce

### Najlepsza drugoplanowa rola męska
- Woody Harrelson − W imieniu armii
  - Jemaine Clement − Gentlemen Broncos
  - Christian McKay − Ja i Orson Welles
  - Raymond McKinnon − Wieczorne słońce
  - Christopher Plummer − Ostatnia stacja

### Najlepszy debiut
- Scott Cooper − Szalone serce
  - Tom Ford − Samotny mężczyzna
  - Kyle Patrick Alvarez − Ćwiczenia z życia
  - Oren Peli − Paranormal Activity
  - Oren Moverman − W imieniu armii

### Najlepszy debiutancki scenariusz
- Geoffrey Fletcher − Hej, skarbie
  - Sophie Barthes − Bez duszy
  - Scott Cooper − Szalone serce
  - Cherien Dabis − Amreeka
  - Tom Ford i David Scearce − Samotny mężczyzna

### Najlepsze zdjęcia
- Roger Deakins − Poważny człowiek
  - Adriano Goldman − Ucieczka z piekła
  - Anne Misawa − Góra bez drzew
  - Andrij Parekh − Bez duszy
  - Peter Zeitlinger − Zły porucznik

### Najlepszy dokument
- Anvil! The Story of Anvil – Sacha Gervasi
  - Korporacyjna żywność –  Robert Kenner
  - More Than A Game – Kristopher Belman
  - Tajemnica domu Mosherów – Donal Mosher i Michael Palmieri
  - Którędy do domu? – Rebecca Cammisa

### Nagroda Johna Cassavetesa
(przyznawana filmowi zrealizowanemu za mniej niż pięćset tysięcy dolarów)
- Nakręć ze mną porno – Lynn Shelton
  - Big Fan – Robert Siegel
  - The New Year Parade – Tom Quinn
  - Góra bez drzew – So Yong Kim
  - Zero Bridge – Tariq Tapa

### Nagroda Roberta Altmana
(dla reżysera, reżysera castingu i zespołu aktorskiego)
- Poważny człowiek

### Nagroda producentów „Piaget”
(13. rozdanie nagrody producentów dla wschodzących producentów, którzy, pomimo bardzo ograniczonych zasobów, wykazali kreatywność, wytrwałość i wizję niezbędną do produkcji niezależnych filmów wysokiej jakości. Nagroda wynosi 25 000 dolarów ufundowanych przez sponsora Piaget)
- Karin Chien − The Exploding Girl i Santa Mesa
  - Larry Fessenden − I Sell the Dead i The House of the Devil
  - Dia Sokol − Wosk pszczeli i Noce i weekendy

### Nagroda „Ktoś do pilnowania”
(16. rozdanie nagrody „Ktoś do pilnowania”; nagroda przyznana zostaje utalentowanemu reżyserowi z wizją, który nie otrzymał jeszcze odpowiedniego uznania. Nagroda wynosi 25 000 dolarów)
- Kyle Patrick Alvarez − Ćwiczenia z życia
  - Asiel Norton − Redland
  - Tariq Tapa − Zero Bridge

### Nagroda „Prawdziwsze od fikcji”
(15. rozdanie nagrody „Prawdziwsze od fikcji”; nagroda przyznana została wschodzącemu reżyserowi filmu non-fiction, który jeszcze nie otrzymał uznania. Nagroda wynosi 25 000 dolarów)
- Bill Ross i Turner Ross − 45365
  - Natalia Almada − El General
  - Jessica Oreck − Królowa żuków podbija Tokio